# Transparental
Transparental is een muziekalbum van Jan Akkerman en Kaz Lux uit 1980. De composities komen van deze gitarist en basgitarist en verder werkten verschillende andere artiesten mee zoals toetsenist Rick van der Linden en drummer Pierre van der Linden.
In 1977 verscheen al eens het album Eli en dit is het tweede album waarbij beide artiesten samenwerkten. Lux nam ook de zangpartijen voor zijn rekening.

## Nummers
| Nummer | Naam                        | Duur | Componist               |
| ------ | --------------------------- | ---- | ----------------------- |
| A1     | Inspiration                 | 6:20 | Jan Akkerman en Kaz Lux |
| A2     | Apocalypso                  | 6:35 | Jan Akkerman en Kaz Lux |
| A3     | Concentrate, don't hesitate | 6:35 | Jan Akkerman            |
| A4     | Transparental               | 1:10 | Jan Akkerman            |
| B1     | I don't take it much longer | 3:55 | Jan Akkerman            |
| B2     | Marscha                     | 5:20 | Kaz Lux                 |
| B3     | You're not the type         | 6:05 | Jan Akkerman            |
| B4     | The party is over           | 4:40 | Kaz Lux                 |